# Dixie Dean
William Ralph Dean (født 22. januar 1907, død 1. marts 1980), populært kaldt Dixie Dean, var en engelsk fodboldspiller, der begyndte karrieren i Tranmere Rovers, før han blev solgt til Everton for £3,000 i 1925. Han kom i 1926 ud for en voldsom ulykke, hvor de fleste ikke troede at han ville få mulighed for at sætte sine ben på fodboldbanen igen, men efter en enkelt sæson, formåede han at genoptage sin aktive karriere. Han er den eneste spiller i engelsk fodbold som har scoret 60 ligamål på en enkelt sæson (1927/28). Han spillede 16 landskampe og nåede at score 18 mål.